# Makebuko
Makebuko es una comuna de la provincia de Guitega en Burundi. En agosto de 2008 tenía una población censada de 59 456 habitantes.
Se encuentra ubicada en el centro del país, al este del lago Tanganica y de la capital del país, Buyumbura. 